# Israel Airports Authority

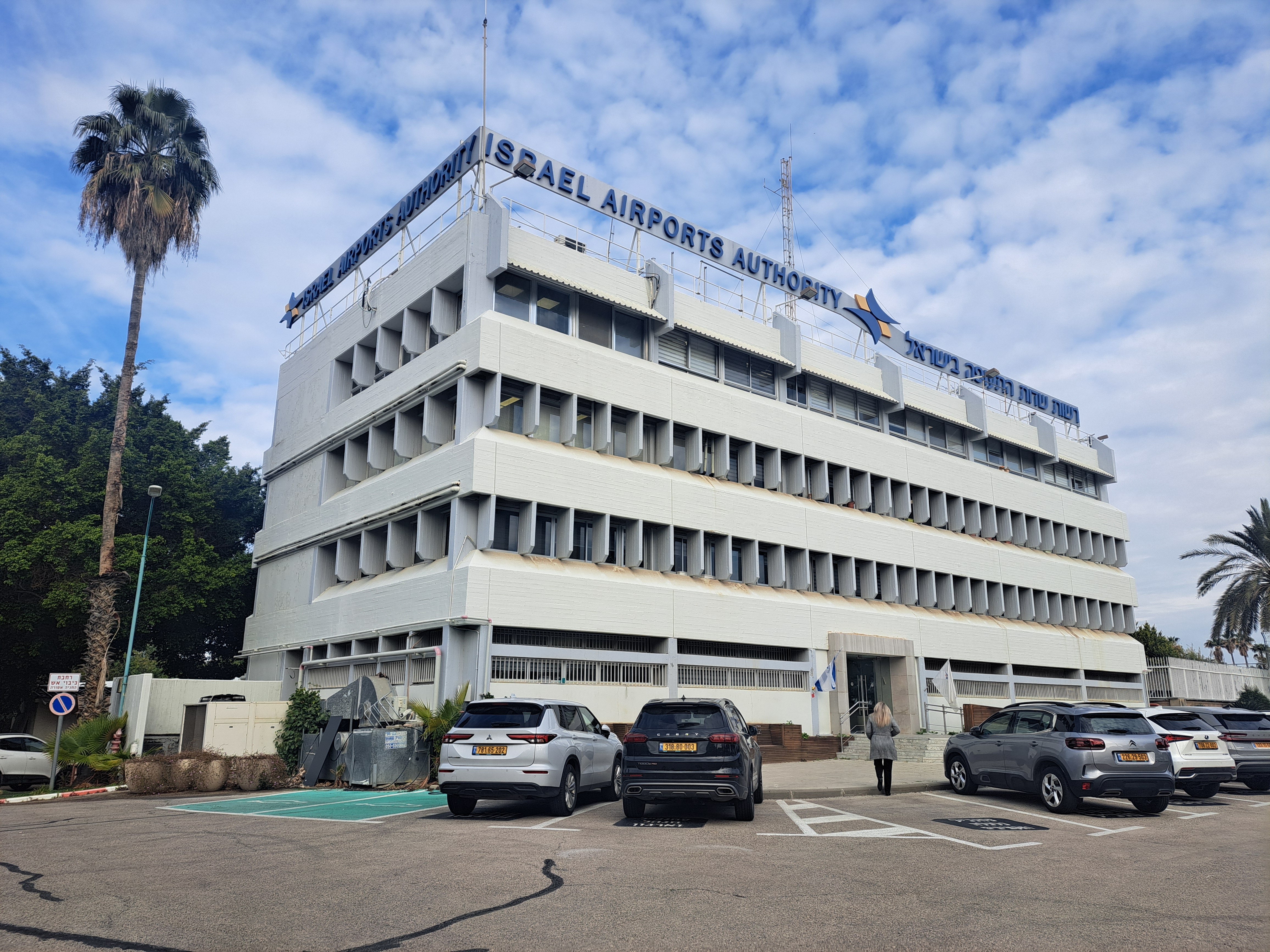
IAA-Verwaltungsgebäude

Die Israel Airports Authority (kurz: IAA; hebräisch רָשׁוּת שְׂדוֹת הַתְּעוּפָה בְּיִשְׂרָאֵל Raschūt Sdōt haTəʿūfah bəJisraʾel, deutsch ‚Behörde der Flugfelder in Israel‘, Akronym רָשָׂ״ת RaSa"T) ist eine staatliche Behörde und zugleich Betreibergesellschaft, die die Zivilflughäfen und Grenzabfertigungsstellen in Israel betreibt, verwaltet und kontrolliert. Der Hauptsitz der Behörde befindet sich auf dem Gelände des internationalen Flughafens Ben Gurion.

## Geschichte
Das Unternehmen wurde 1977 als Körperschaft des öffentlichen Rechts nach dem Gesetz über die Flughafenverwaltung, Nr. 5737-1977, gegründet. Das Gesetz definiert die Struktur und die Funktionen der Israel Airports Authority. Die IAA ist zuständig für alle großen zivilen Flugplätze in Israel und die Grenzübergänge zwischen Israel und seinen Nachbarländern Libanon, Syrien und Jordanien.
Der Vorsitzende und Präsident des Verwaltungsrates der IAA und seine 14 Mitglieder werden für eine Amtszeit von 4 Jahren vom Verkehrsminister – mit Zustimmung der Regierung – ernannt. Seit 2015 ist der ehemalige Oberbefehlshaber der israelischen Marine, Eliʿeser Marom (* 1955), Präsident der IAA.

## Flughäfen
- Flughafen Ben Gurion
- Flughafen Ramon
- Flughafen Haifa
- Flughafen Herzliya
- Flughafen Rosh Pina

## Grenzübergänge
Ägypten
- Grenzübergang von Nitzana

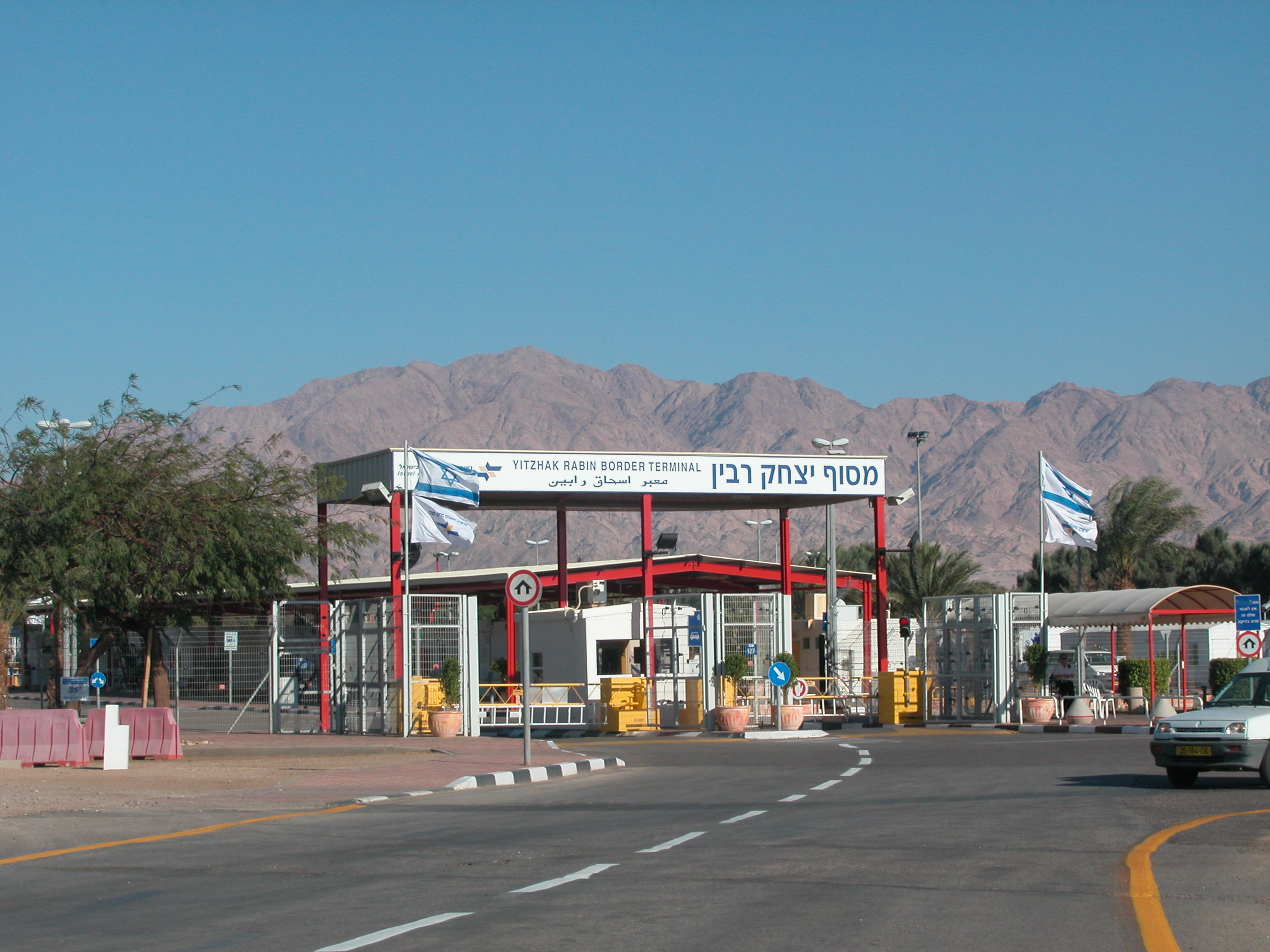
Die „Jitzchak-Rabin“-Grenzübergangsstelle zwischen Eilat in Israel und ʿAqaba in Jordanien

- Grenzübergang von Eilat („Menachem-Begin-Grenzübergang“)

Jordanien
- Grenzübergang von Allenby
- Grenzübergang von Beit Scheʾan („Jordan-River-Grenzübergang“)
- Grenzübergang von Eilat („Jitzchak-Rabin-Grenzübergang“)